# Karel Kadlec (právník)
Karel Kadlec, pseudonym Bohdan Přehořovský (11. ledna 1865 Přehořov čp. 27 – 3. prosince 1928 Praha), byl český právník, historik, slavista a překladatel, profesor slovanského práva na právnické fakultě Univerzity Karlovy v Praze. Byl také generálním tajemníkem Akademie věd a umění i řádný člen několika světových akademií.

## Život
Absolvoval gymnázia v Českých Budějovicích a v Praze, kde už tehdy překládal ze slovanských jazyků. Poté vystudoval pražskou právnickou fakultu a po kratší době, kdy působil jako advokátní koncipient, se stal pro roky 1891–1906 tajemníkem Národního divadla. V tomto období se zabýval především autorským právem, ale už začal inklinovat i k historickým tématům. Roku 1899 se habilitoval na základě práce o rodinném nedílu, dle jihoslovanského pojmu „zádruha“, v oboru dějin slovanského práva. Seminář, který vedl, byl zakrátko celoevropsky uznávaný, a v roce 1905 došlo k jeho jmenování mimořádným a roku 1909 řádným profesorem. Po Bohuslavu Riegrovi tak převzal stolici rakouských říšských dějin, která se po vzniku Československé republiky změnila na dějiny práva ve střední Evropě. Zájmy nového státu hájil jako přísedící u československo-maďarského rozhodčího soudu, byl také postupně členem mnoha domácích i zahraničních učených společností a akademií a v letech 1911 a 1927 zastával funkci děkana Právnické fakulty UK. Jan Kapras o něm prohlásil, že byl „v malých poměrech našich veliká postava“.

## Dílo

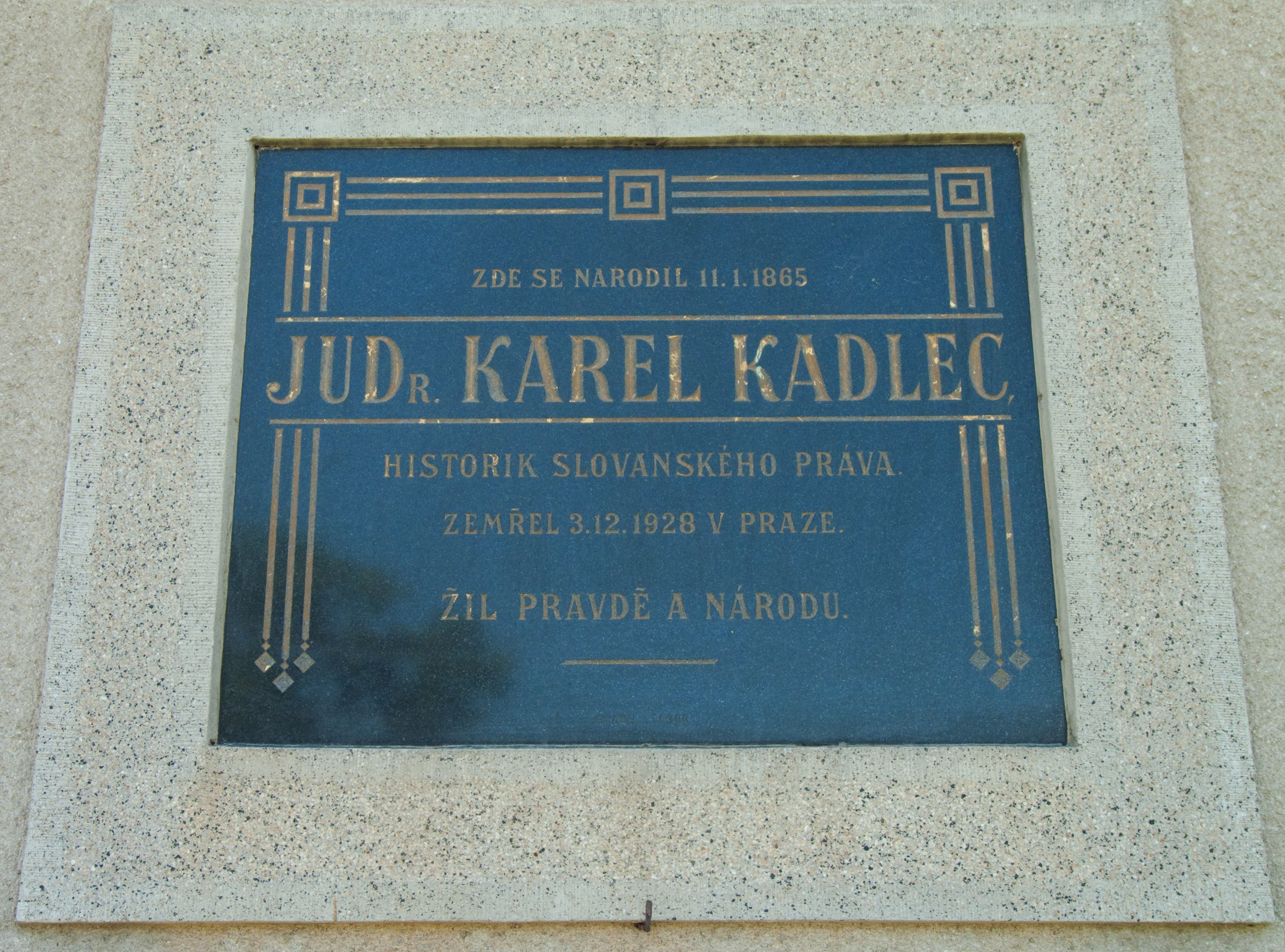
Pamětní deska v Přehořově čp. 12

Stěžejním tématem jeho prací je historie a vývoj práva zejména u slovanských národů, zabýval se ale i otázkami rumunského nebo uherského práva. Zkoumal jak právní dějiny jednotlivých národů samostatně, tak se je především později snažil integrovat v jednotném pojetí slovanského práva. Nejvíce pozornosti věnoval právu jihoslovanskému.
V oboru dějiny práva Slovanů významně přispěl do Ottova slovníku naučného (např. rozsáhlá hesla o dějinách ruského práva nebo o ústavních dějinách Uher). Kolem 1910 se stal hlavním redaktorem příprav nové, patnáctisvazkové encyklopedie chystané Ottovým nakladatelstvím jako nástupce Ottova slovníku naučného. Práce po několika letech skončily kvůli vypuknutí první světové války a smrti Jana Otty roku 1916.
Dále redigoval Sborník věd právních a státních a až do posledních chvil usilovně pracoval na velkém slovníku slovanského práva, vydání jeho prvního dílu se však již nedožil. Byl také spoluautorem návrhu ústavy českého státu z roku 1917, jejíž premisou bylo zůstat součástí federalizované habsburské monarchie.
Samostatné monografie
- Družstva království Českého zemského a národního divadla (1896)
- Rodinný nedíl čili zádruha v právu slovanském (1898)
- O poddanství a robotě v zemích českých (1899)
- Agrární právo v Bosně a Hercegovině (1903)
- Z ústavního vývoje habsburského mocnářství (1912)
- Valaši a valašské právo v zemích slovanských a uherských (1916)
- Jugoslávia. O bojích jižních Slovanů za státní samostatnost (1919)
- Maďaři a Československá republika (1919)
- Podkarpatská Rus (1920)
- Dějiny veřejného práva ve střední Evropě (1920, 1921, 1923, 1928)
- Německo-české názvosloví úřední a právnické (spolu s K. Hellerem, 1923–1925)
- Přehled ústavních dějin Moravy (1926)